# Famille Jouvenet (Normandie)
La famille Jouvenet est une famille d'artistes, originaire d'Italie puis établie en Normandie, et dont les membres furent actifs à Rouen. Elle est illustrée par quatre peintres : Jean, Jean-Baptiste, Laurent et François Jouvenet.

## Filiation
Ci-dessous, une généalogie de cette famille :
- Jean I Jouvenet dit le Vieux, peintre, présumé d'origine italienne[1]
  - Noël I Jouvenet (?-1675) dit le Vieux, maître peintre sculpteur, actif à Rouen. Il a acquis, en 1629, une maison (disparue) située 9, rue des Juifs, paroisse Saint-Lô à Rouen[2]. Il passe, sans preuve formelle, pour avoir été le premier maître de Nicolas Poussin[1]
    - Laurent Jouvenet (1609-1681) dit le Jeune, peintre actif à Rouen, marié à Catherine de Leuze[3]
      - Jean-Baptiste Jouvenet (1644-1717) dit Le Grand, ou Jean III, marié à Marie Baronneau[4]
        - Marie-Anne (1675[3]-1680[3]), baptisée paroisse St-Barthélemy, inhumée paroisse Saint-Sulpice
        - Françoise (1677[3]-?), jumelle
        - Catherine (1677[3]-?), jumelle
        - Jean-Baptiste (1680[3]-?, baptisé paroisse St-Sulpice
        - Marie-Anne[5] (1681[3]-1740[6]), non mariée, inhumée paroisse Saint-Vincent de Combs-la-Ville
        - Marie-Madeleine (1682[3]-1746[6]), non mariée
        - Elisabeth-Anne (1684[3]-?), mariée en 1712[6] à Combs-la-Ville à Bernard-Claude Lordelot, avocat au parlement
        - Catherine, seconde du nom (1685[3]-?)
        - Jean-Baptiste-Antoine (1686[3]-1687[3]), baptisé paroisse St-Sulpice, inhumé paroisse St-Hippolyte
        - Jean-Claude (1687[3]-?)
        - Marie-Thérèse (v. 1690[3]-1698[3]), baptisée et inhumée paroisse St-Sulpice, morte à l'âge de 7 ans et demi
        - Marie-Cécile (1691[3]-?)
        - Jean-Baptiste-François (1693[3]-?), jumeau
        - Jean-Claude, second du nom (1693[3]-?), jumeau

      - Jacques Jouvenet (mort en 1674), peintre
      - François Jouvenet, vicaire de Saint-Lô
      - Marie-Madeleine Jouvenet mariée en 1690 à Jean Ier Restout[7]
        - Jean II Restout

      - Marie Jouvenet
      - François Jouvenet, second du nom (1664-1749), peintre, élève de son frère Jean le Grand, reçu comme peintre d'histoire à l'académie royale en 1701, marié à Marie Ellain
        - François-Dagobert Jouvenet, peintre

      - Noël III Jouvenet (mort en 1698), peintre étudie à Rome, à l'Accademia di San Luca en 1682[8], actif à la cour de l'Electeur de Hanovre entre 1685 et 1695[9]

    - Jean II Jouvenet, peintre à Rouen
      - Catherine Jouvenet († 1693[10]), mariée en 1664[10],[11] à Guillaume I Le Viel ou Le Vieil[12] (1640-1708), peintre-verrier, actif à Rouen et à Orléans[13].
        - Guillaume II Le Viel ou Le Vieil[12] (1676-1731), né à Rouen, compagnon vitrier, élève de son grand-père maternel Jean II, et de son père, marié en 1707[14] à Henriette-Anne Favier, fille de Pierre Favier, maître verrier à Paris. Actif à Orléans, à Paris, et à Versailles[15].

    - Noël II Jouvenet, architecte[réf. nécessaire], sculpteur actif à Rouen
      - Noël Jouvenet, sculpteur des bâtiments du roi
      - Isaac Jouvenet (v.1660-1692), sculpteur

## Pour approfondir